# 성일여자고등학교
성일여자고등학교(誠一女子高等學校)는 대한민국 부산광역시 사하구 신평동에 있는 사립 고등학교이다.

## 학교 연혁
- 1986년 3월 1일 : 학교 부지 확보(37,536m2 약 11,374평)
- 1986년 5월 1일 : 학교법인 소정학원 설립 인가, 신수자 이사장 취임
- 1987년 12월 18일 : 성일여자고등학교(10학급 560명 인가)
- 1988년 3월 1일 : 초대 박대현 교장 취임
- 1988년 3월 5일 : 개교 및 제1회 입학식
- 1991년 2월 9일 : 제1회 졸업식(10학급 548명)
- 1996년 3월 7일 : 배드민턴부 창단
- 1997년 5월 1일 : 소정관(체육관) 및 식당 기공
- 1998년 3월 1일 : 부산광역시교육청 지정 인성시범학교 운영(열린 명상의 시간)
- 2000년 1월 1일 : 운동장 잔디 공원 조성
- 2022년 9월 1일 : 제4대 박봉찬 교장 취임
- 2023년 2월 9일 : 제33회 졸업식(8학급 188명) 누계 13,036명
- 2024년 2월 7일 : 제34회 졸업식(8학급 162명)
- 2024년 3월 5일 : 제37회 입학식(8학급 157명)

## 참고 자료
- 성일여자고등학교 - 한국교육학술정보원 학교알리미